# 2021 في المغرب
تحتوي هذه المقالة على أهم الأحداث التي شهدتها المغرب في 2021، إضافة إلى أهم الشخصيات المغربية المولودة والمتوفية في هذه السنة.

## الحكم
- الملك: محمد السادس
- رئيس الحكومة: سعد الدين العثماني وعزيز أخنوش.
- وزير الداخلية: عبد الوافي لفتيت

## الأحـداث
- 8 فبراير - فاجعة طنجة، غرق 29 عاملًا معظمهم من النساء، إثر هطول أمطار غزيرة، غمرت المياه مصنع النسيج الواقع في قبو مسكن خاص ويفتقر لمخارج طوارئ، ما أدى إلى وفاة 29 عاملًا. قالت السلطات في البداية إن المصنع «سري».
- 17 مايو - ليلة الهروب، تمكن نحو 2700 مغربي بينهم الف قاصر من الوصول إلى مدينة سبتة المحتلة انطلاقا من المغرب سواء سباحة أو سيرا.
- 8 سبتمبر - الانتخابات التشريعية المغربية 2021.
- 8 سبتمبر - فوز حزب التجمع الوطني للأحرار برئاسة عزيز أخنوش بالأغلبية في الانتخابات التشريعية المغربية.
- 21 شتنير - مقتل السياسي المغربي عبد الوهاب بلفقيه نواحي كلميم.

## رياضة
- 2 غشت 2021 - فاز العداء المغربي سفيان البقالي بميدالية ذهبية في مسافة 3000 متر موانع في الألعاب الأولمبية “طوكيو 2020″.
- غشت 2021 - فاز نادي الوداد البيضاوي بــ البطولة - الدوري المغربي لكرة القدم 2020–2021.

## كتب
- حبس قارة (رواية) للكاتب: سعيد بنسعيد العلوي.[1]
- كتاب: «الماء وصناعة المقدس، دراسة أنثروبولوجية لبنيات المجتمع الواحي بالمغرب»، /للكاتبة: حنان حمودا.[2]
- كتاب: «موسوعة رواد الإصلاح في المغرب خلال القرن العشرين» / للكاتب: سمير زردة.[3]
- كتاب: «الكلمات والنساء: دراسة سوسيولسانية للشرط النسوي» /للكاتب: سعيد بنكراد.[4]
- كتاب: «النموذج التنموي في المغرب.. مقاربة مع نماذج تنموية ناجحة في آسيا وإفريقيا ماليزيا: سنغافورة-الهند-تركيا-الصين-رواندا-بوتسوانا» /للكاتب: سعيد الغماز.[5]
- كتاب: «اللعبة الانتخابية ورهانات الحقل السياسي بالمغرب» /للكاتب: عبد المنعم لزعر.[6]
- كتاب: «ديمقراطية التوافق» /للكاتب: حبيب المالكي.[7]
- كتاب: «واقع المشاركة السياسية للمرأة المغاربية» /للكاتب: مؤلف جماعي شاركت في اعداده عدد من الباحثات.[8]
- كتاب: «معهد تارودانت.. من المعهد الإسلامي إلى ثانوية محمد الخامس للتعليم الأصيل أو صراع خريجي التعليم الأصيل وخريجي التعليم الفرنسي في المغرب بعد الاستقلال» /للكاتب: عبد الله كيكر.
- كتاب: «الثقافة المغربية علامات بعد علامات في حوارات» /للكاتب: عبد الرحمن بن زيدان (كاتب).
- كتاب: «التيهاء» / للكاتب: عبد القادر الشاوي.
- كتاب: «خواطر دبلوماسية» / للكاتب: عبد الكامل دينية.[9]
- كتاب: «رياح هادئة في ضيافة فوزي كريم» / للكاتب: ياسين عدنان.[10]
- كتاب: «تحليل خطاب السخرية في زمن كورونا» / للكاتب: (مؤلف جماعي لــ رابعة سوساني، الزهيدي عبد الفتاح، أمين جبار، محمد خالص، شهرزاد بلعربي، سيدي حسن ازروال، حمادي شربار، لوالي خالد بو عبد الله، بن الطيب يوسف، يحيى الشراع، عبد الله شكربة، الخليل الواعر، عبد الرزاق عاشق).
- كتاب: «الريف زمن الحماية الإسبانية» / للكاتب: ميمون أزيزا.
- كتاب: «محمد بن عبد الكريم الخطابي: شهدات واراء ولقاءات» / للكاتب: عبد الله كموني.

## أفلام
- زنقة كونتاكت (فيلم)، للمخرج إسماعيل العراقي.

## جـوائز
- فاز الباحث الكاتب المغربي محمد مشبال بجائزة الملك فيصل في اللغة العربية والأدب.[11]
- حصلت العالمة المغربية حسناء الشناوي على جائزة هيباتيا الدولية لعام 2021.[12]
- توج الاستاذ المغربي محمد بنحمو بجائزة ”السلام والأمن- BPS 2020" للمركز الإفريقي للذكاء الاستراتيجي (CISPaix).[13]
- فازت الشابة المغربية ليلى عجماوي، بلقب أفضل مصورة فوتوغرافية في شمال إفريقيا والشرق الأوسط في العالم لعام 2021 في صنف الإبداع، وذلك خلال حفل اقيم بالعاصمة البريطانية، لندن.[14]
- فازة الأستاذة المغربية أمال أبو مسلم بلقب أفضل مدرس عالمي لسنة 2021 (مسابقة دولية أجريت بالهند).[15]

### جائزة المغرب للكتاب 2021
- جائزة الشعر: مُنحت مناصفة للسيدين:
  - محمد علي الرباوي عن مجموعته “رياحين الألم”
  - رشيد المومني عن ديوانه “من أي شيء”.
- جائزة السرد:
  - للسيد إسماعيل غزالي عن روايته “قطط مدينة الأرخبيل”.
- جائزة العلوم الإنسانية: منحت مناصفة للسيدين:
  - بوبكر بوهادي عن كتابه "المغرب والحرب الأهلية الإسبانية 1936-1939".
  - يحيى اليحياوي عن كتاب "Ecosystème des données numériques" (بيئة المعطيات الرقمية).
- جائزة العلوم الاجتماعية: منحت مناصفة للسيدين:
  - يحيى بن الوليد عن كتابه "أين هم المثقفون العرب؟ سياقات وتجليات".
  - إدريس مقبول عن كتابه"الإنسان والعمران واللسان: رسالة في تدهور الأنساق في المدينة العربية".
- جائزة الدراسات الأدبية والفنية واللغوية:
  - للسيد نزار التجديتي عن كتابه "الناظم السردي في السيرة وبناتها: دراسات فيما وراء العيان والخبر".
- جائزة الترجمة: منحت مناصفة للسيدين:
  - أحمد بوحسن عن ترجمته لكتاب "مغامرات ابن بطوطة: الرحالة المسلم في القرن الرابع عشر الميلادي".
  - محمد الجرطي عن ترجمته لكتاب "نهاية الحداثة اليهودية: تاريخ انعطاف محافظ".
- جائزة الدراسات في مجال الثقافة الأمازيغية:
  - للسيد خالد أنصار عن كتابه "Sibilants in Amazigh" (الأصوات الصفيرية في الأمازيغية).
- جائزة الإبداع الأدبي الأمازيغي: منحت مناصفة للسيدين:
- حسن أوبراهيم أموري عن روايته "تيتبيرين تيحرضاض (الحمامات العاريات)".
  - الطيب أمكرود عن ديوانه "أروكال" (جمر تحت الرماد).
- جائزة الكتاب الموجه للطفل والشباب:
  - قررت اللجنة بالإجماع حجبها هذه السنة.

## وفـيات

البشير السكيرج

الحاجة الحمداوية

حمادي عمور

خالد الجامعي

عزيز الفاضلي

نوبير الأموي

- 1 يناير – مولاي الزين الزاهيدي، سياسي ووزير مغربي ().
- 1 يناير – عبد الرحيم الحجوجي، رجل أعمال وسياسي مغربي (79 سنة).[16]
- 3 يناير – العربي شيشا، لاعب كرة قدم مغربي (85 سنة).[17]
- 3 يناير – المفضل المغوتي، طيار مغربي، اتهم بالمشاركة في الانقلاب العسكري عام 1972 ليتم نقله إلى سجن تازمامارت (81 سنة).[18]
- 18 يناير – عبد الوهاب التازي سعود، كاتب ولغوي وأكاديمي مغربي.[19]
- 26 يناير – زهور المعمري، ممثلة مغربية (78 سنة).
- 28 يناير – البشير السكيرج، مُمثل مغربي (81 سنة).[20]
- 6 فبراير – عبد الخالق اللوزاني، مُدرب كُرة قدم مغربي (75 سنة).[21]
- 20 مارس – محمد إسماعيل، مخرج، (69 سنة).[22]
- 5 أبريل – الحاجة الحمداوية، مطربة شعبية مغربية، (90 سنة).[23]
- 12 أبريل – رضا الساقي، لاعب كرة قدم مغربي.
- 24 أبريل – ألبير الباز، مصمم أزياء إسرائيلي مغربي الأصل، (59 سنة).
- 29 أبريل – حفيظ بوعزة، كاتب روائي هولندي من أصول مغربية، (51 سنة).
- 29 أبريل – شكري العلوي، إعلامي مغربي، (65 سنة).
- 14 مايو – حمادي عمور، ممثل ومسرحي مغربي، (90 سنة).
- 21 مايو – سعيد زعايط، ممثل مغربي بتمازيغت، ().
- 1 يونيو – خالد الجامعي، صحافي وكاتب ومحلل سياسي مغربي (78 سنة).
- 24 يونيو – بشير القمري، ناقد أدبي وروائي وكاتب مسرحي مغربي (70 سنة).[24]
- 27 يونيو – عبد المنعم الجامعي، مطرب مغربي (73 سنة).
- 7 يوليوز – إبراهيم الحجري، كاتب روائي وناقد أدبي مغربي (48 سنة).
- 8 يوليوز – عبد الحميد أبو النعيم رجل دين مغربي مسلم (65 سنة).
- 19 يوليوز – محمد سبيلا، كاتب وفيلسوف ومفكر مغربي (79 سنة).[25]
- 31 يوليوز – عمر جازولي، سياسي عمدة مدينة مراكش (75 سنة).[26]
- 2 غشت – فاطمة الركراكي، مُمثلة مغربية (80 سنة).[27]
- 4 غشت – أحمد بلقرشي، لاعب كرة قدم مغربي (69 سنة).
- 7 سبتمبر – نوبير الأموي، زعيم نقابي وسياسي مغربي (85 سنة).
- 18 سبتمبر – سعيد بن الصغير، إعلامي مغربي في ميدي1.
- 21 سبتمبر – عبد الوهاب بلفقيه سياسي مغربي.
- 28 سبتمبر – الأميرة مليكة العلوي، أميرة من الاسرة العلوية الحاكمة (88 سنة).
- 19 أكتوبر – عبد الواحد بلقزيز، سياسي ودبلوماسي مغربي (82 سنة).
- 19 نوفمبر – جاد شكيف، ممثل فرنسي مغربي (41 سنة).
- 19 نوفمبر – عبد الرحمن أمالو، سياسي ووزير مغربي (83 سنة).
- 19 نوفمبر – عزيز الفاضلي، ممثل ومقدم برامج مغربي (87 سنة).
- 23 نوفمبر – مليكة الخالدي، ممثلة مغربية (74 سنة).
- 23 نوفمبر – مصطفى الزيراوي، مُخرج مغربي (73 سنة).
- 27 نوفمبر – مبارك الفيلالي، لاعب كرة قدم مغربي (66 سنة).
- 17 ديسمبر – حماد بيزماون، فنان مغني مغربي بتمازيغت.
- ديسمبر– سليمان عبد السلام، بطل الفنون القتالية المختلطة مغربي هولندي.
- ديسمبر - أحمد عمار، مخرج تلفزيوني مغربي (88 سنة).